# Reloj astronómico de Besanzón
El reloj astronómico de Besanzón es una obra realizada por Auguste-Lucien Vérité entre 1858 y 1863. Fiel a un modelo fabricado por Constant Flavien Bernardin entre 1850 y 1855, el reloj está ubicado en la Catedral de Besanzón, en Franco Condado, Francia.

## Historia

### Reloj de Bernardin
Bernardin construyó un primer reloj astronómico para la Catedral de Besanzón entre diciembre de 1850 y abril de 1855, no debiendo confundirse esta pieza con el reloj fabricado en esa misma época por Bernardin Morin para el Convento de los Hermanos de la Instrucción Cristiana de Ploërmel (Bernardin ya había expuesto un reloj astronómico en 1849, época en que residía en Fougerolles). El reloj construido para Besanzón se exhibió en París con motivo de la Exposición Universal de 1855, donde Vérité pudo haberlo visto debido a que él también participaba en el evento. De acuerdo con una descripción contemporánea, el reloj medía 5,50 metros de alto (7 metros incluyendo el soporte), 2,40 metros de ancho y un metro de profundidad, contando con 72 diales (34 al frente, 30 a los lados, 5 detrás y 3 en el exterior de la torre de la catedral). Con un peso de 6000 kilogramos y compuesto a su vez de 24 campanas y 22 estatuas, era capaz de realizar hasta 100 funciones diferentes, integrando la estructura un total de 13 638 piezas de hierro, cobre y acero pulido. El mecanismo principal estaba compuesto por nueve trenes de engranajes con escape de clavija, fuerza constante y remontoir d'égalité. Estos engranajes estaban hechos de cobre y el escape se hallaba engastado con diamantes, teniendo el diámetro del cilindro principal 21 centímetros y el diámetro de su rueda de mayor tamaño 40 centímetros (el peso que suponía la marcha era de 40 kilogramos mientras que el peso del regulador de fuerza constante era de 60 gramos). Cada diez segundos el mecanismo comunicaba todas las partes del reloj y la fuerza se renovaba gracias al remontoire. Por su parte, el péndulo, de un metro de largo hasta la lente (realizada en cobre y con 50 centímetros de diámetro), estaba formado por nueve varillas de hierro y cobre; en la parte superior una aguja pirométrica de 50 centímetros de largo indicaba el grado de frío o calor en una cresta de esmalte en función de la expansión o condensación del metal de las varillas. A su vez, el escape estaba equipado con un tornillo de retorno por medio del cual el péndulo podía equilibrarse en todas las posiciones. A cada lado del motor principal se encontraban, unidos por un simple gatillo, los motores del gran timbre que hacía sonar las campanas de la catedral, hallándose a mayores, entre otros, los siguientes dispositivos: la división del tiempo en horas, días y meses; el cómputo eclesiástico; la ecuación del tiempo; las fases de la Luna; los años bisiestos; el meridiano; las fiestas móviles; la esfera celeste y el planisferio; las mareas; las divisiones decimales; el cuadrante regulador; las estatuas representativas de las horas; las estatuas de los días de la semana; una imagen del sepulcro de Cristo y una estatua de la Virgen.: 456 

### Reloj de Vérité
En 1857 el reloj de Bernardin dejó de funcionar, motivo por el que en octubre de ese mismo año el arzobispo Césaire Mathieu pidió a Vérité, un famoso maestro relojero, que diseñara un reloj astronómico destinado a reemplazarlo; tras seis meses realizando estudios sobre el mecanismo,: 4  Vérité empezó a construirlo en marzo de 1858 en su taller de Beauvais, terminándolo en agosto de 1860: 7  sin haber interrumpido el trabajo en ningún momento e instalándolo ese mismo año en la catedral, aunque realizaría continuas mejoras en él hasta 1863. Comparando este reloj con el de Bernardin se aprecia que una gran parte de los componentes de la versión de Vérité están tomados directamente del modelo de Bernardin, quien tuvo la idea de introducir múltiples diales y elementos inusuales en relojes de este tipo, como la visualización de las mareas, aunque Vérité no se dedicó a replicar estos componentes sino a mejorarlos, por lo que es posible que no llegase a reutilizar ninguna parte del mecanismo del reloj de Bernardin en su propio reloj. La versión de Vérité, compuesta por varios autómatas y dioramas los cuales entran en funcionamiento según la hora, cuenta con alrededor de 30 000 piezas mecánicas de latón y posee 122 indicadores interdependientes entre los que se incluyen: hora local, fechas, estaciones, duración del día y de la noche, las horas en dieciséis zonas geográficas diferentes alrededor del mundo, número de eclipses lunares y solares, signos zodiacales, fecha de Pascua (epacta), fechas y horas de las mareas, hora solar y solsticios.  
En 1900 el reloj dejó de funcionar, llevando a cabo Florian Goudey la tarea de renovarlo por completo, si bien volvió a detenerse en 1966 tras la muerte de Paul Brandibas, quien llevaba cerca de treinta años encargándose de su mantenimiento, procediendo la compañía Ungerer de Estrasburgo a restaurarlo ese mismo año y a realizar labores de conservación hasta 1985. El reloj sería intervenido por la empresa Voegelé en 1996 y, más recientemente, por la empresa Prêtre de Mamirolle.

## Descripción

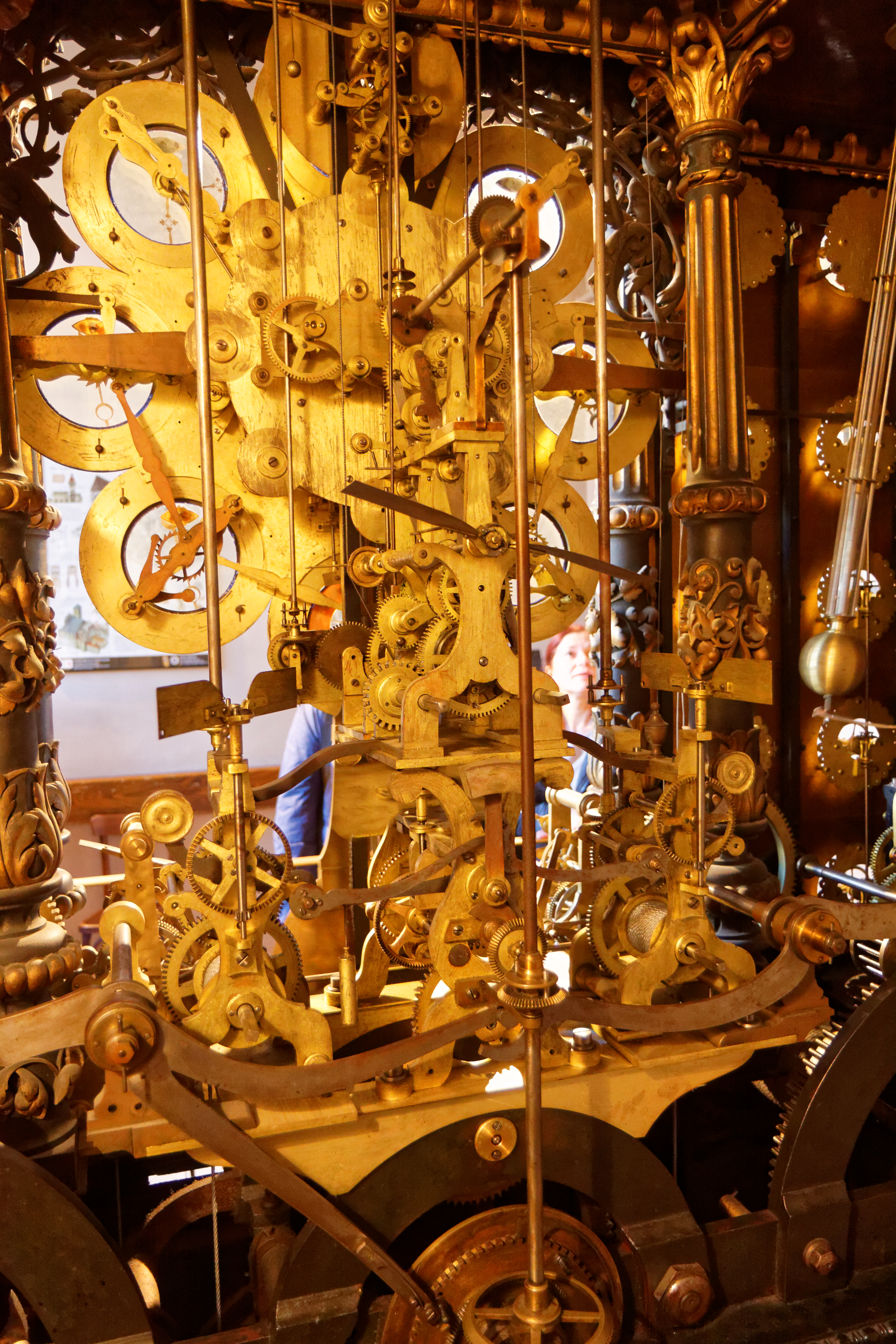
Mecanismo de la zona central.

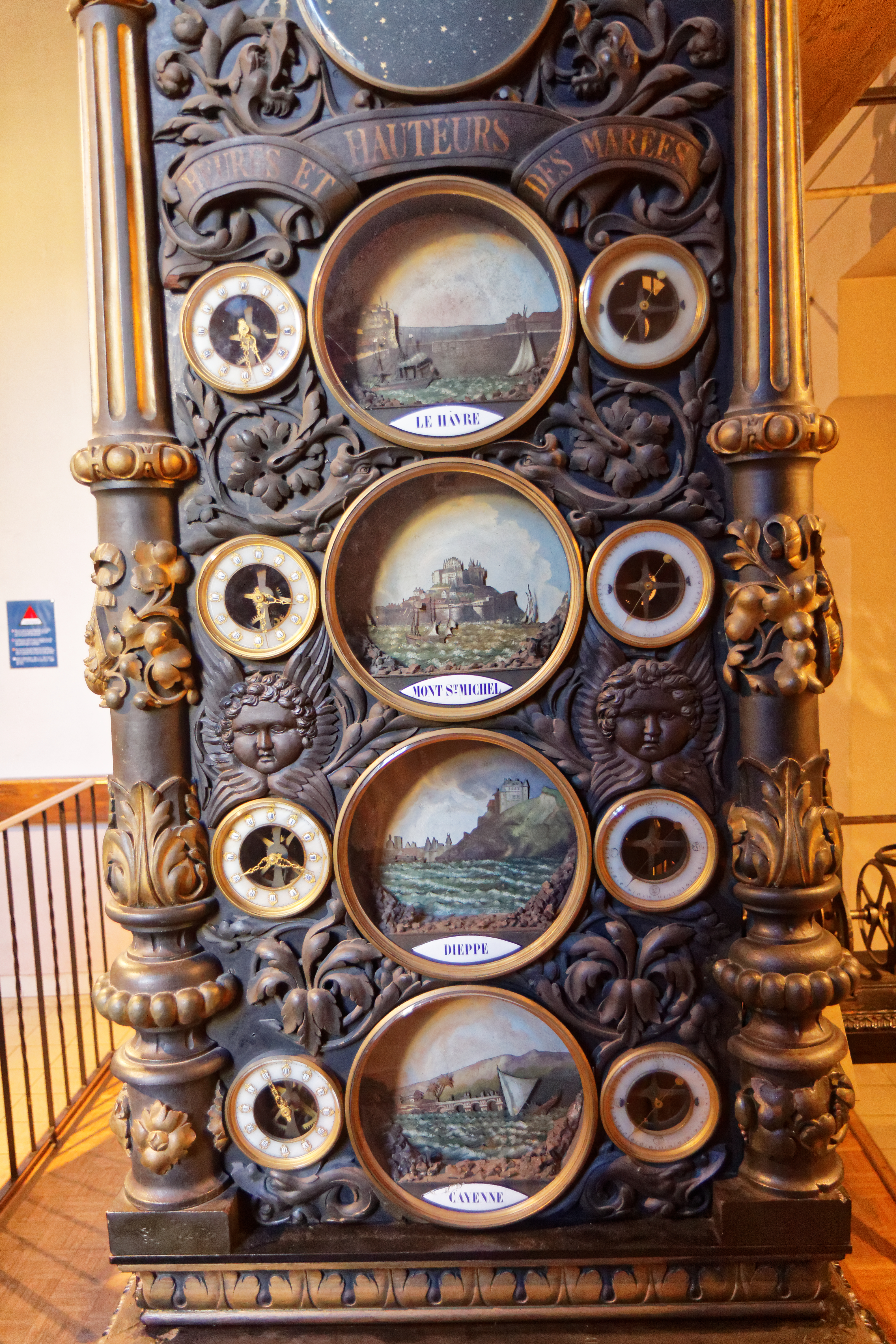
Dioramas y diales de las mareas (lateral derecho).

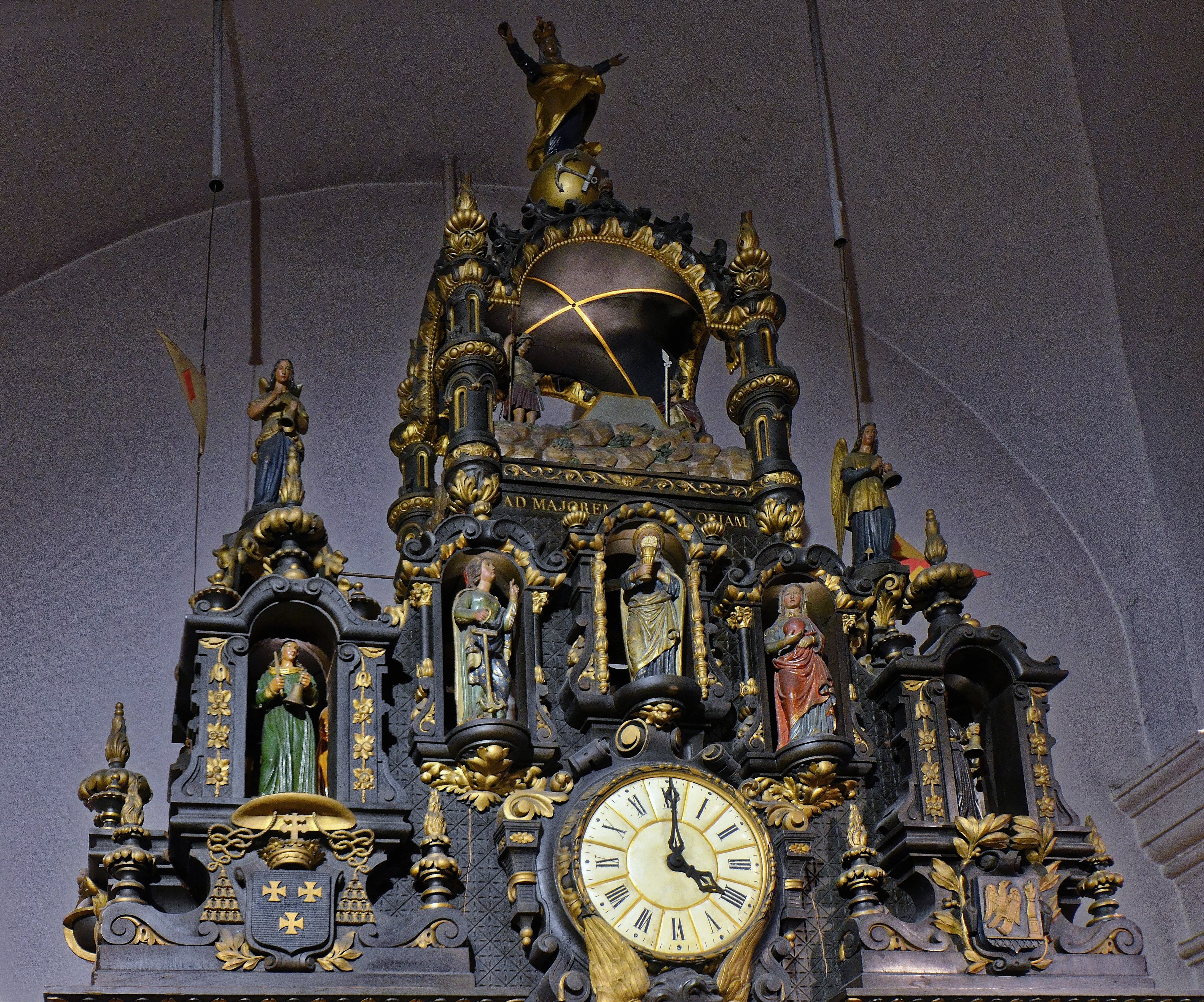
Autómatas.

Según una descripción del mecanismo realizada en 1862:

El primer y principal motor, el que mide el tiempo, está provisto de dos mecanismos conocidos en relojería con el nombre de remontoirs d'égalité, que tienen por objeto y por efecto sustraer casi por completo al péndulo de las perturbaciones que pudieran derivarse de la resistencia y la inconsistencia de la fricción causada por el desplazamiento de estas innumerables partes. El resultado, difícil de creer, pero que es una magnífica realidad, es que el reloj de Besanzón es un regulador astronómico. El escape del mecanismo de cuerda está montado en la clavija, su acción se ejerce directamente sobre el péndulo; 20 gramos en la devanadera son suficientes para que el péndulo de 30 kilogramos produzca oscilaciones de 4 grados. Este mismo motor principal está directamente relacionado con un delfín fijado en la cornisa de la base, y que en realidad no es más que una palanca móvil, esconde bajo su cola la escuadra que recibe la llave por la que se eleva el peso del movimiento. Para introducir la llave, es necesario bajar la cola de este delfín; esta bajada determina en el interior del mecanismo la elevación de un peso auxiliar que se acopla a uno de los móviles del tren de engranajes, y sirve para mantener el movimiento del reloj, para evitar tiempos muertos durante la elevación del peso principal.

Una rueda muy grande, debiendo dar una vuelta en 365 o 366 días, según sea el año común o bisiesto, lleva en su circunferencia exterior 366 dientes, cerca de los cuales se ha colocado un eje que da una vuelta en 24 horas. Este eje lleva un dedo meñique que, en cada una de sus revoluciones, viene a engranar convenientemente todos los días, a medianoche, en el dentado de la rueda anual, y a adelantarla un diente. Como tiene 366 dientes, su revolución corresponde a la duración de un año bisiesto; pero como solo hay un año bisiesto de cada cuatro, la rueda, durante tres años consecutivos, debe completar su revolución en 365 días. Este resultado se obtiene por medio de una pequeña rueda satélite que viene cada año, el 28 de febrero, a presentar su diente saliente a la rueda anual y hacerla avanzar dos dientes; en el cuarto año solamente, el diente que sobresale no se presenta, y solo pasa un diente, de modo que la rueda anual en ese año dará su vuelta en 366 días. La indicación de la fecha de los meses viene dada por una manecilla fijada en el mismo eje de la rueda anual. Tres elipses controladas por esta rueda dan la ecuación del tiempo, la duración de los días y la duración de las noches; la suma de estas dos longitudes siempre da 24 horas. El mecanismo que produce la añada del año es un verdadero contador aritmético o sumador. Para regular el movimiento de los dos motores que controlan las mareas, M. Vérité usó dos péndulos cónicos, de un metro de largo, que hacían una revolución en dos segundos, y animados por un movimiento rotatorio continuo; colocados en los dos extremos del mecanismo del reloj, hacen un efecto muy agradable a la vista. 
Los motores duodécimo y decimotercero son dos instrumentos musicales con muelle de gong, colocados en una caja de pino que actúa como caja de resonancia; el cambio de melodía se hace por sí solo, y cada cuarto de hora tocan una nueva; tocan durante doce horas, desde la mañana hasta la noche, o durante el día solamente. 
M. Vérité se complace en rendir homenaje a los colaboradores experimentados que lo ayudaron a llevar esta gigantesca empresa a una conclusión exitosa; a su capataz, M. Beaudouin; a M. Greber, de Beauvais, que hizo todas las tallas; a MM. Duquesne y Daille que erigieron la carpintería; a M. Mélice, director de la Manufactura Imperial de Tapices de Beauvais, que pintó los ocho puertos marítimos; a M. Campion, que ejecutó los ornamentos y dorados; a M. Rédier, el hábil relojero que construyó las dos piezas musicales; a M. Achille Brocot, finalmente, que hizo parte de los cálculos de los trabajos astronómicos.

M. Vérité tuvo otra idea muy feliz; quería perpetuar el hermoso experimento del péndulo con el que M. Foucault demostró a los más incrédulos que la tierra realmente gira sobre sí misma. Sobre un cuadrante horizontal, una bola de cobre puede moverse en dos direcciones distintas, terminando en su parte inferior en punta, y suspendida de la bóveda por un alambre metálico. La esfera lleva dos series de divisiones distintas; cada división de la primera serie corresponde a 5 minutos para una manecilla colocada en el centro y que hace una revolución en 24 horas u 86 400 segundos; cada división de la segunda serie también corresponde a 5 minutos para una manecilla fija en el centro, pero dando una vuelta en 32h 41m 52s o 117 712 segundos. Si el instrumento se instalara en el mismo polo de la tierra, y se hiciera oscilar el péndulo por encima de la primera serie de divisiones, pasaría en 5 minutos de una división a la otra y daría una revolución. Si el instrumento estuviera instalado en el polo mismo de la tierra, y si se hiciera oscilar el péndulo por encima de la primera serie de divisiones, pasaría en 5 minutos de una división a la otra y daría una vuelta completa en 24 horas. Pero en la latitud de Besanzón, la vuelta completa solo se completa en 32h 41m 52s; si, pues, hacemos oscilar el péndulo en la segunda serie, la veremos pasar en 5 minutos de una división a otra; y como, fijo en el espacio, el plano de oscilación del péndulo no puede moverse, debe ser la tierra la que, en su movimiento de rotación alrededor de su eje, lleva consigo el péndulo, y le hace completar todo el circuito en 24 horas.: 486–488 

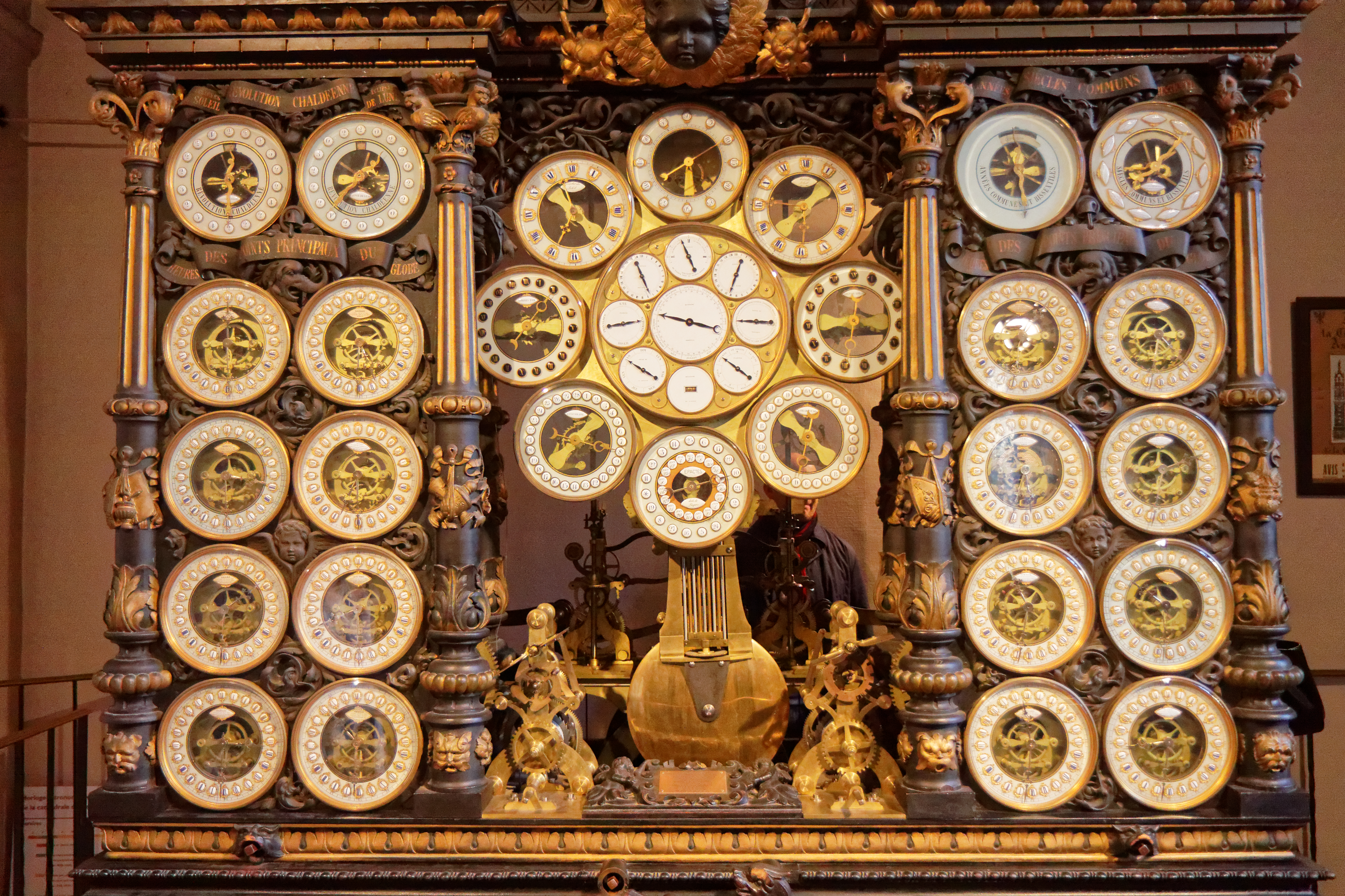
Diales de la zona central y los extremos.

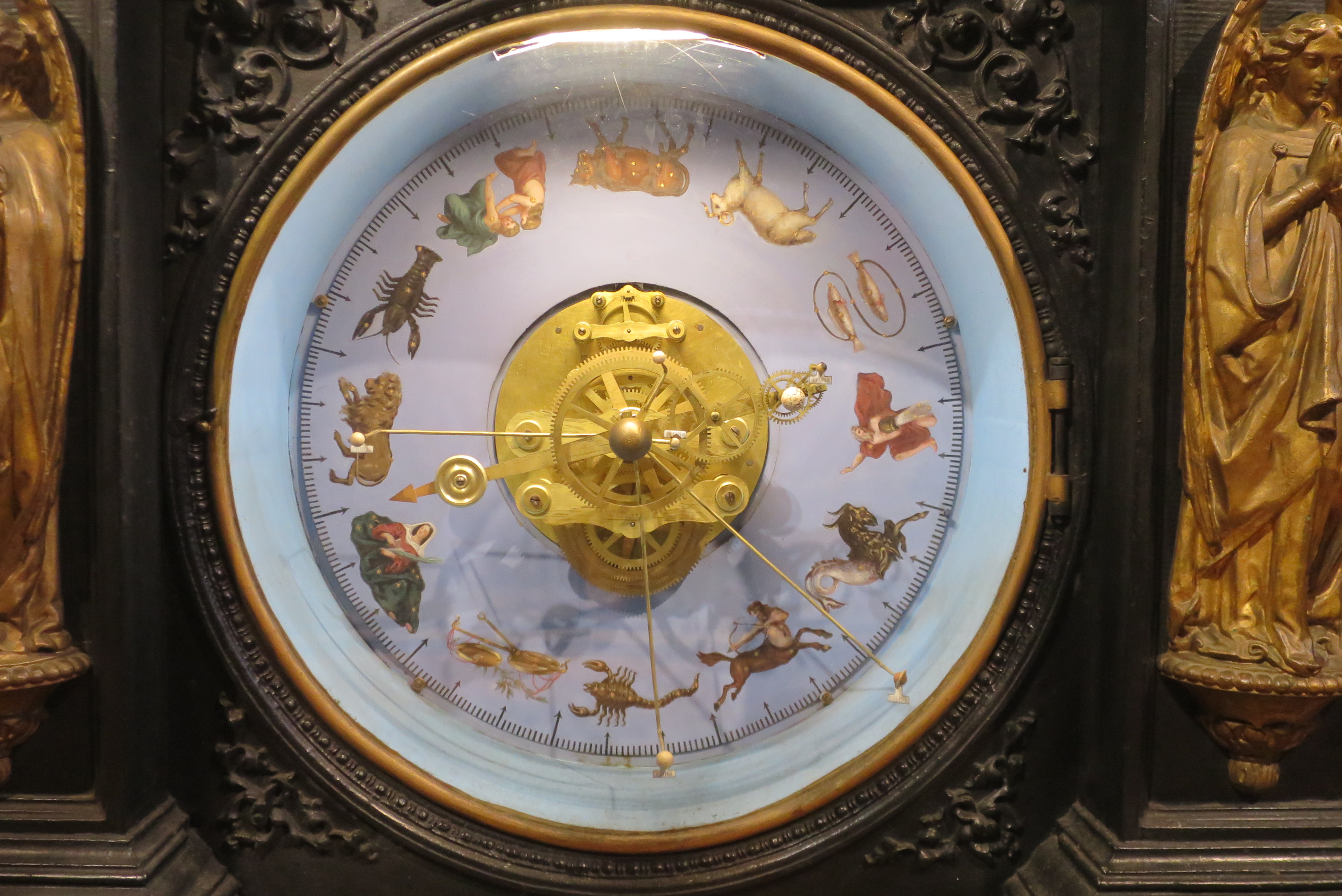
Planetario mecánico.

El reloj, policromado en negro y dorado y ornamentado con figuras de ángeles, animales fantásticos y ollas de fuego, está fabricado en hierro fundido y decorado en el frente con los escudos de armas a derecha e izquierda de Mathieu y la catedral. De estilo renacentista y con unas medidas de 5,80 metros de alto, 2,50 metros de ancho y 90 centímetros de fondo,: 5   la estructura alberga setenta diales con 122 dispositivos que indican, entre otros, los segundos, las horas, los días y los años; el reloj es capaz de medir el tiempo hasta 10 000 años, incluyendo los ajustes necesarios para los años bisiestos, además de indicar las horas en que amanece y anochece. A través de un sistema de juntas universales de alrededor de 100 metros de longitud, el reloj rige cuatro diales emplazados en las cuatro caras de la torre de la catedral, informando de este modo de la hora a los ciudadanos (un quinto dial se halla en el interior del templo). Los diales exteriores muestran respectivamente a su vez la estación del año, el día de la semana y el mes, mientras que por su parte un grupo de cables activa las campanas de la torre cada cuarto de hora y a las en punto, existiendo once diferentes pesos descendentes que impulsan el reloj, de los cuales tres necesitan ser reiniciados cada día. Los componentes más destacados son:: 457–460 
- Veintiún autómatas que marcan los cuartos y las horas. La mayoría de estas imágenes están dispuestas de forma piramidal en la parte alta del reloj bajo nichos de medio punto ornamentados a base de follaje, con los doce apóstoles conformando la parte baja y saliendo cada hora dos figuras distintas del interior del reloj para dar las en punto golpeando una campanilla. En la parte superior, rematando la pirámide, se encuentran las tres virtudes (Fe, Esperanza y Caridad): estas se mueven a en punto para anunciar igualmente las horas, con Fe exhibiendo un cáliz ante Esperanza y Caridad, quienes aparecen a izquierda y derecha. Encima de este grupo se muestran las figuras de los arcángeles San Miguel y San Gabriel, quienes anuncian los cuartos. Por su parte, la sección superior está inspirada en el concepto teológico de que cada segundo la Resurrección de Jesús transforma la existencia del hombre y del mundo: a las 12:00 horas una imagen de Cristo situada bajo un dosel surge de su tumba a modo de representación de la Resurrección al tiempo que dos soldados en los extremos caen al suelo aterrados por el acontecimiento y se reproduce la melodía «O Filii», regresando Jesús a la tumba a las 15:00 horas en lo que constituye una escenificación del Santo Entierro mientras los soldados se levantan y se escucha «Stabat Mater». Cuando Jesús hace acto de presencia una imagen de la Inmaculada ubicada encima baja un cetro, alzándolo cuando Cristo regresa al sepulcro; esta imagen, la cual corona la estructura, posee grandes similitudes con una talla de la Virgen obsequiada en 1851 a la Basílica de Nuestra Señora de Gray con motivo de la epidemia de cólera de 1849.
- Ocho dioramas en las caras laterales que representan puertos (siete de ellos franceses) con diales indicando las horas de las mareas y su altura: a la derecha El Havre, Monte Saint-Michel, Dieppe y Cayena; a la izquierda Pointe-à-Pitre, Santa Elena, Port-Louis y Brest.
- Un planetario mecánico en la base de la estructura donde se exhiben el movimiento y la órbita de los planetas. El ciclo mostrado en el reloj es congruente con el original, por lo que en el mismo se reproducen los eclipses cuando estos tienen lugar.
- Doce diales para el calendario civil y cinco para el litúrgico dispuestos en forma de flor en la zona central, encima de la lente del péndulo. El primer grupo de diales refleja la fecha, el elemento solar que da nombre al día de la semana (p. ej. el Sol para el domingo), la estación del año, el signo del zodíaco, la duración del día y de la noche, los segundos y las horas en que amanece y atardece. Un dial aporta a su vez la fecha de Pascua, actuando como controlador de los diales que presentan las fechas de cinco días clave del calendario litúrgico católico romano. Bajo el péndulo destaca la siguiente inscripción:

COMMANDÉE PAR SON ÉMINENCE MONSEIGNEUR LE CARDINAL MATHIEU,
ARCHEVÊQUE DE BESANÇON.
CONÇUE ET EXÉCUTÉE PAR A.-L. VÉRITÉ, HORLOGER-MÉCANICIEN
A BEAUVAIS (OISE).
COMMENCÉE EN MARS 1858, TERMINÉE EN AOUT 1860.
ENCARGADO POR SU EMINENCIA EL CARDENAL MATHIEU,
ARZOBISPO DE BESANÇON.
DISEÑADO Y EJECUTADO POR A.-L. VÉRITÉ, RELOJERO-MECÁNICO
EN BEAUVAIS (OISE).
COMENZADO EN MARZO DE 1858, TERMINADO EN AGOSTO DE 1860.: 7 

- Veinte diales distribuidos en cuatro columnas en los extremos divididas por parejas y situadas entre pilares. Los dieciséis diales inferiores muestran la hora en diferentes ciudades alrededor del mundo (París, Roma, Viena, San Petersburgo, Argel, Londres, Batavia, Jerusalén, Pekín, Tahití, Sídney, Madrid, Cayena, Constantinopla, Calcuta y Nueva York), aunque sin ajuste para el horario de verano, inexistente cuando se fabricó el reloj. Por su parte, los dos diales de las cúspides de las columnas de la izquierda exhiben el número de eclipses solares y lunares del año actual, mientras que los dos diales de las cimas de la columnas de la derecha muestran los años y siglos bisiestos; la parte superior de este último dial se movió por vez primera en 2000 y no volverá a moverse hasta 2400.

## Legado
Galardonado por unanimidad con la gran medalla de honor en la Exposición Internacional de Besanzón de 1860: 488  y clasificado como monumento histórico de Francia en 1991, el reloj se encuentra actualmente en una sala habilitada a tal efecto en la torre de la catedral, siendo posible visitarlo todos los días exclusivamente en visita guiada y en los momentos en que tienen lugar las animaciones mecánicas más destacadas. Otros relojes similares son los de Praga y Exeter.